# Belgische kampioenschappen atletiek 2010
In 2010 werden de Belgische kampioenschappen atletiek Alle Categorieën gehouden op 17 en 18 juli in het Koning Boudewijnstadion in Brussel.
De 10.000 m voor mannen en vrouwen vond plaats op 7 juli in Luik in het stadion van Naimette-Xhovémont.

## Uitslagen

### 100 m
| rang   | atleet           | prestatie |
| ------ | ---------------- | --------- |
| Goud   | Wout Verhoeven   | 10,72 s   |
| Zilver | Nicolas M'bengue | 10,82 s   |
| Brons  | Lars Herreman    | 10,93 s   |

| rang   | atlete        | prestatie |
| ------ | ------------- | --------- |
| Goud   | Olivia Borlée | 11,58 s   |
| Zilver | Hanna Mariën  | 11,63 s   |
| Brons  | Frauke Penen  | 11,67 s   |

### 200 m
| rang   | atleet         | prestatie |
| ------ | -------------- | --------- |
| Goud   | Joris Haeck    | 21,36 s   |
| Zilver | Wout Verhoeven | 21,37 s   |
| Brons  | Lars Herreman  | 21,66 s   |

| rang   | atlete           | prestatie |
| ------ | ---------------- | --------- |
| Goud   | Olivia Borlée    | 23,18 s   |
| Zilver | Hanna Mariën     | 23,47 s   |
| Brons  | Élodie Ouédraogo | 23,49 s   |

### 400 m
| rang   | atleet          | prestatie |
| ------ | --------------- | --------- |
| Goud   | Arnaud Destatte | 46,28 s   |
| Zilver | Nils Duerinck   | 46,34 s   |
| Brons  | Antoine Gillet  | 46,34 s   |

| rang   | atlete          | prestatie |
| ------ | --------------- | --------- |
| Goud   | Elke Bogemans   | 52,97 s   |
| Zilver | Axelle Dauwens  | 54,01 s   |
| Brons  | Wendy Den Haeze | 54,87 s   |

### 800 m
| rang   | atleet                | prestatie |
| ------ | --------------------- | --------- |
| Goud   | Jan Van Den Broeck    | 1.53,10   |
| Zilver | Matthias Rosseeuw     | 1.53,11   |
| Brons  | Pierre-Antoine Balhan | 1.53,47   |

| rang   | atlete               | prestatie |
| ------ | -------------------- | --------- |
| Goud   | Charlotte Debroux    | 2.12,20   |
| Zilver | Lynn Van Der Stricht | 2.12,65   |
| Brons  | Mariska Parewyck     | 2.13,12   |

### 1500 m
| rang   | atleet               | prestatie |
| ------ | -------------------- | --------- |
| Goud   | Kristof Van Malderen | 3.40,76   |
| Zilver | Jeroen D'hoedt       | 3.43,09   |
| Brons  | Lander Tijtgat       | 3.44,41   |

| rang   | atlete              | prestatie |
| ------ | ------------------- | --------- |
| Goud   | Sandra Schenkel     | 4.19,30   |
| Zilver | Valerie Van Bogaert | 4.22,77   |
| Brons  | Jenna Wyns          | 4.28,38   |

### 5000 m
| rang   | atleet            | prestatie |
| ------ | ----------------- | --------- |
| Goud   | Wesley De Kerpel  | 14.03,87  |
| Zilver | Florent Caelen    | 14.05,03  |
| Brons  | Maarten Van Steen | 14.09,33  |

| rang   | atlete                    | prestatie |
| ------ | ------------------------- | --------- |
| Goud   | Sigrid Vanden Bempt       | 16.48,58  |
| Zilver | Isabelle Collier          | 17.03,28  |
| Brons  | Virginie Vandroogenbroeck | 17.09,42  |

### 10.000 m[1]
| rang   | atleet                   | prestatie |
| ------ | ------------------------ | --------- |
| Goud   | Stefan Van Den Broek     | 29.54,47  |
| Zilver | Florent Caelen           | 30.30,26  |
| Brons  | Alexander Diaz Rodriguez | 30.32,10  |

| rang   | atlete                    | prestatie |
| ------ | ------------------------- | --------- |
| Goud   | Manuela Soccol            | 36.34,25  |
| Zilver | Virginie Vandroogenbroeck | 37.26,31  |
| Brons  | Louise Deldicque          | 37.41,49  |

### 110 m horden/100 m horden
| rang   | atleet             | prestatie |
| ------ | ------------------ | --------- |
| Goud   | Damien Broothaerts | 14,12 s   |
| Zilver | Sander Vermeulen   | 14,55 s   |
| Brons  | Hans Van Alphen    | 14,94 s   |

| rang   | atlete          | prestatie |
| ------ | --------------- | --------- |
| Goud   | Elisabeth Davin | 13,20 s   |
| Zilver | Anne Zagré      | 13,23 s   |
| Brons  | Eline Berings   | 13,25 s   |

### 400 m horden
| rang   | atleet               | prestatie |
| ------ | -------------------- | --------- |
| Goud   | Vincent Vanryckeghem | 52,06 s   |
| Zilver | Jori Stroobants      | 52,15 s   |
| Brons  | Steven Debersaques   | 52,79 s   |

| rang   | atlete            | prestatie |
| ------ | ----------------- | --------- |
| Goud   | Jolien Van Brempt | 60,07 s   |
| Zilver | Kim Van Hertem    | 61,06 s   |
| Brons  | Laurence Guillet  | 61,44 s   |

### 3000 m steeple
| rang   | atleet         | prestatie |
| ------ | -------------- | --------- |
| Goud   | Dries Busselot | 8.58,34   |
| Zilver | Bert Misplon   | 9.13,02   |
| Brons  | Bjorn Willems  | 9.15,97   |

### Verspringen
| rang   | atleet            | prestatie |
| ------ | ----------------- | --------- |
| Goud   | Corentin Campener | 7,49 m    |
| Zilver | Michael Velter    | 7,45 m    |
| Brons  | Cedric Nolf       | 7,37 m    |

| rang   | atlete            | prestatie |
| ------ | ----------------- | --------- |
| Goud   | Els De Wael       | 6,10 m    |
| Zilver | Anne Claes        | 6,05 m    |
| Brons  | Eveline Vercammen | 5,86 m    |

### Hink-stap-springen
| rang   | atleet              | prestatie |
| ------ | ------------------- | --------- |
| Goud   | Corentin Debailleul | 15,29 m   |
| Zilver | Benjamin Decloedt   | 14,57 m   |
| Brons  | Gert Brijs          | 13,89 m   |

| rang   | atlete            | prestatie |
| ------ | ----------------- | --------- |
| Goud   | Anne Claes        | 12,84 m   |
| Zilver | Jolien Van Brempt | 12,43 m   |
| Brons  | Caroline Leys     | 11,75 m   |

### Hoogspringen
| rang   | atleet           | prestatie |
| ------ | ---------------- | --------- |
| Goud   | Stijn Stroobants | 2,21 m    |
| Zilver | Bart Van Deursen | 2,15 m    |
| Brons  | Bram Ghuys       | 2,13 m    |

| rang   | atlete           | prestatie |
| ------ | ---------------- | --------- |
| Goud   | Hannelore Desmet | 1,89 m    |
| Zilver | Louise Van Eecke | 1,71 m    |
| Brons  | Sara De Vogelaer | 1,71 m    |

### Polsstokhoogspringen
| rang   | atleet            | prestatie |
| ------ | ----------------- | --------- |
| Goud   | Jonas De Meyer    | 5,20 m    |
| Zilver | Laurent Vanhees   | 5,10 m    |
| Brons  | Sébastien Hoffelt | 5,00 m    |

| rang   | atlete            | prestatie |
| ------ | ----------------- | --------- |
| Goud   | Fanny Smets       | 3,70 m    |
| Zilver | Chloé Henry       | 3,70 m    |
| Zilver | Anouk Vercauteren | 3,70 m    |

### Kogelstoten
| rang   | atleet            | prestatie |
| ------ | ----------------- | --------- |
| Goud   | Wim Blondeel      | 18,44 m   |
| Zilver | Jurgen Verbrugghe | 16,56 m   |
| Brons  | Richard Revyn     | 16,54 m   |

| rang   | atlete               | prestatie |
| ------ | -------------------- | --------- |
| Goud   | Catherine Timmermans | 15,74 m   |
| Zilver | Annelies Peetroons   | 15,12 m   |
| Brons  | Anouska Hellebuyck   | 14,12 m   |

### Discuswerpen
| rang   | atleet            | prestatie |
| ------ | ----------------- | --------- |
| Goud   | Wim Blondeel      | 53,42 m   |
| Zilver | Jurgen Verbrugghe | 49,89 m   |
| Brons  | Edwin Nys         | 49,05 m   |

| rang   | atlete              | prestatie |
| ------ | ------------------- | --------- |
| Goud   | Annelies Peetroons  | 50,28 m   |
| Zilver | Anouska Hellebuyck  | 44,65 m   |
| Brons  | Sofie Vanden Broeck | 43,58 m   |

### Speerwerpen
| rang   | atleet         | prestatie |
| ------ | -------------- | --------- |
| Goud   | Tom Goyvaerts  | 75,07 m   |
| Zilver | Thomas Smet    | 72,09 m   |
| Brons  | Timothy Herman | 68,87 m   |

| rang   | atlete        | prestatie |
| ------ | ------------- | --------- |
| Goud   | Melissa Dupré | 54,36 m   |
| Zilver | An Vanhoorne  | 41,41 m   |
| Brons  | Sarah Vermeir | 40,91 m   |

### Hamerslingeren
| rang   | atleet                | prestatie |
| ------ | --------------------- | --------- |
| Goud   | Nicolas Pierre        | 65,06 m   |
| Zilver | Walter De Wyngaert    | 63,83 m   |
| Brons  | Timothy Vanmassenhove | 53,94 m   |

| rang   | atlete            | prestatie |
| ------ | ----------------- | --------- |
| Goud   | Irina Sustelo     | 56,05 m   |
| Zilver | Patricia Blondeel | 54,06 m   |
| Brons  | Frederique Neys   | 49,78 m   |

1889 · 
1890 · 
1891 · 
1892 · 
1893 · 
1894 · 
1895 · 
1896 · 
1897 · 
1898 · 
1899 · 
1900 · 
1901 · 
1902 · 
1903 · 
1904 · 
1905 · 
1906 ·
1907 ·
1908 · 
1909 · 
1910 · 
1911 · 
1912 · 
1913 · 
1914 · 
1919 · 
1920 · 
1921 · 
1922 · 
1923 · 
1924 · 
1925 · 
1926 · 
1927 · 
1928 · 
1929 · 
1930 · 
1931 · 
1932 · 
1933 · 
1934 · 
1935 · 
1936 · 
1937 · 
1938 · 
1939 · 
1940 · 
1941 · 
1942 · 
1943 · 
1944 · 
1945 · 
1946 · 
1947 · 
1948 · 
1949 · 
1950 · 
1951 · 
1952 · 
1953 · 
1954 · 
1955 · 
1956 · 
1957 · 
1958 · 
1959 · 
1960 · 
1961 · 
1962 · 
1963 · 
1964 · 
1965 · 
1966 · 
1967 · 
1968 · 
1969 · 
1970 · 
1971 · 
1972 · 
1973 · 
1974 · 
1975 · 
1976 · 
1977 · 
1978 · 
1979 · 
1980 · 
1981 · 
1982 · 
1983 · 
1984 · 
1985 · 
1986 · 
1987 · 
1988 · 
1989 · 
1990 · 
1991 · 
1992 · 
1993 · 
1994 ·
1995 · 
1996 · 
1997 · 
1998 · 
1999 · 
2000 · 
2001 · 
2002 · 
2003 · 
2004 · 
2005 · 
2006 · 
2007 · 
2008 · 
2009 · 
2010 · 
2011 · 
2012 · 
2013 · 
2014 · 
2015 · 
2016 · 
2017 · 
2018 · 
2019 · 
2020 · 
2021 · 
2022 · 
2023 · 
2024